# هابارد (آرکانزاس)
هابارد (به انگلیسی: Hubbard) یک منطقهٔ مسکونی در ایالات متحده آمریکا است که در شهرستان واشینگتن، آرکانزاس واقع شده‌است. هابارد ۴۰۶ متر بالاتر از سطح دریا واقع شده‌است.